# Scott Kelly
Scott Joseph Kelly (Orange, 21 februari 1964) is een afgezwaaid Amerikaans ruimtevaarder. Scott is de tweelingbroer van senator Mark Kelly die ook ruimtevaarder is geweest.
Kelly maakte deel uit van NASA Astronaut Group 16. Deze groep van 44 ruimtevaarders begon hun training in 1996 en had als bijnaam The Sardines.
Zijn eerste ruimtevlucht was STS-103 naar de Hubble-ruimtetelescoop en vond plaats op 20 december 1999. Later volgden nog drie missies naar het Internationaal ruimtestation ISS. In maart 2015 begon hij samen met Michail Kornijenko aan een missie van één jaar aan boord van het ruimtestation ISS. Na 342 dagen in de ruimte keerden ze op 2 maart 2016 weer terug op aarde. Op 11 maart 2016 meldde Scott Kelly per 1 april af te zullen zwaaien bij NASA. Hij blijft echter wel deelnemen aan de onderzoeken die uit zijn jaar in de ruimte voortkomen.
Op 8 januari 2021, op de dag af tien jaar na de aanslag op zijn schoonzus Gabrielle Giffords en twee dagen na de bestorming van het Capitool, gaf Kelly op Twitter aan niet uit te sluiten dat hij zich kandidaat zal stellen voor de senaatszetel van Ted Cruz.
Scott Kelly haalde ook het nieuws toen hij in februari en maart 2022 de toenmalige directeur van Roskosmos, Dimitri Rogozin, er op Twitter meermaals van langs had gegeven wegens diens russofascistische opvattingen jegens Oekraïne. Op verzoek van zijn ex-werkgever NASA, dat diplomatieke problemen met Rogozin kreeg, hield hij daar mee op. Nadat Rogozin door de Russische president Poetin was ontslagen hervatte Kelly zijn online strijd. Scott Kelly bezocht het door oorlog geteisterde land Oekraïne enkele keren.